# Mestferki
Mestferki (franska: Mestferki (CR), Mestferki (Commune Rurale), arabiska: بني خالد) är en kommun i Marocko.   Den ligger i prefekturen Oujda-Angad och regionen Oriental, i den nordöstra delen av landet, 400 km öster om huvudstaden Rabat. Antalet invånare är 4 832.